# Municipio de Allendale (Míchigan)
El municipio de Allendale (en inglés: Allendale Township) es un municipio ubicado en el condado de Ottawa en el estado estadounidense de Míchigan. En el año 2010 tenía una población de 20708 habitantes y una densidad poblacional de 249,43 personas por km².

## Geografía
El municipio de Allendale se encuentra ubicado en las coordenadas 42°58′39″N 85°57′31″O / 42.97750, -85.95861. Según la Oficina del Censo de los Estados Unidos, el municipio tiene una superficie total de 83.02 km², de la cual 80.63 km² corresponden a tierra firme y (2.89%) 2.4 km² es agua.

## Demografía
Según el censo de 2010, había 20708 personas residiendo en el municipio de Allendale. La densidad de población era de 249,43 hab./km². De los 20708 habitantes, el municipio de Allendale estaba compuesto por el 91.14% blancos, el 3.08% eran afroamericanos, el 0.41% eran amerindios, el 1.43% eran asiáticos, el 0.03% eran isleños del Pacífico, el 1.7% eran de otras razas y el 2.21% pertenecían a dos o más razas. Del total de la población el 4.57% eran hispanos o latinos de cualquier raza.